# Ulice i place w Szydłowcu

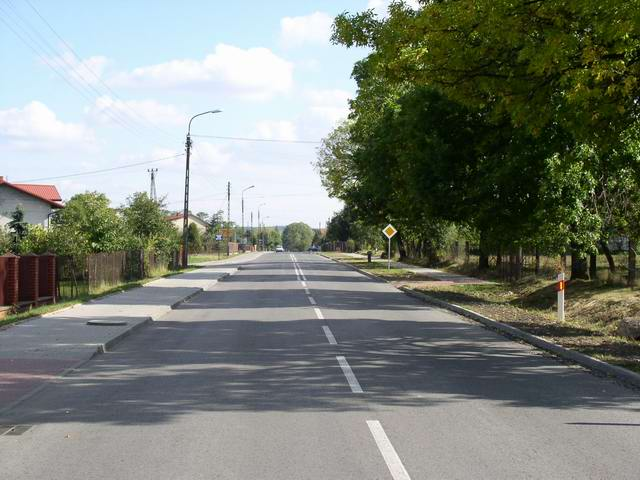
ul. gen. J. Sowińskiego

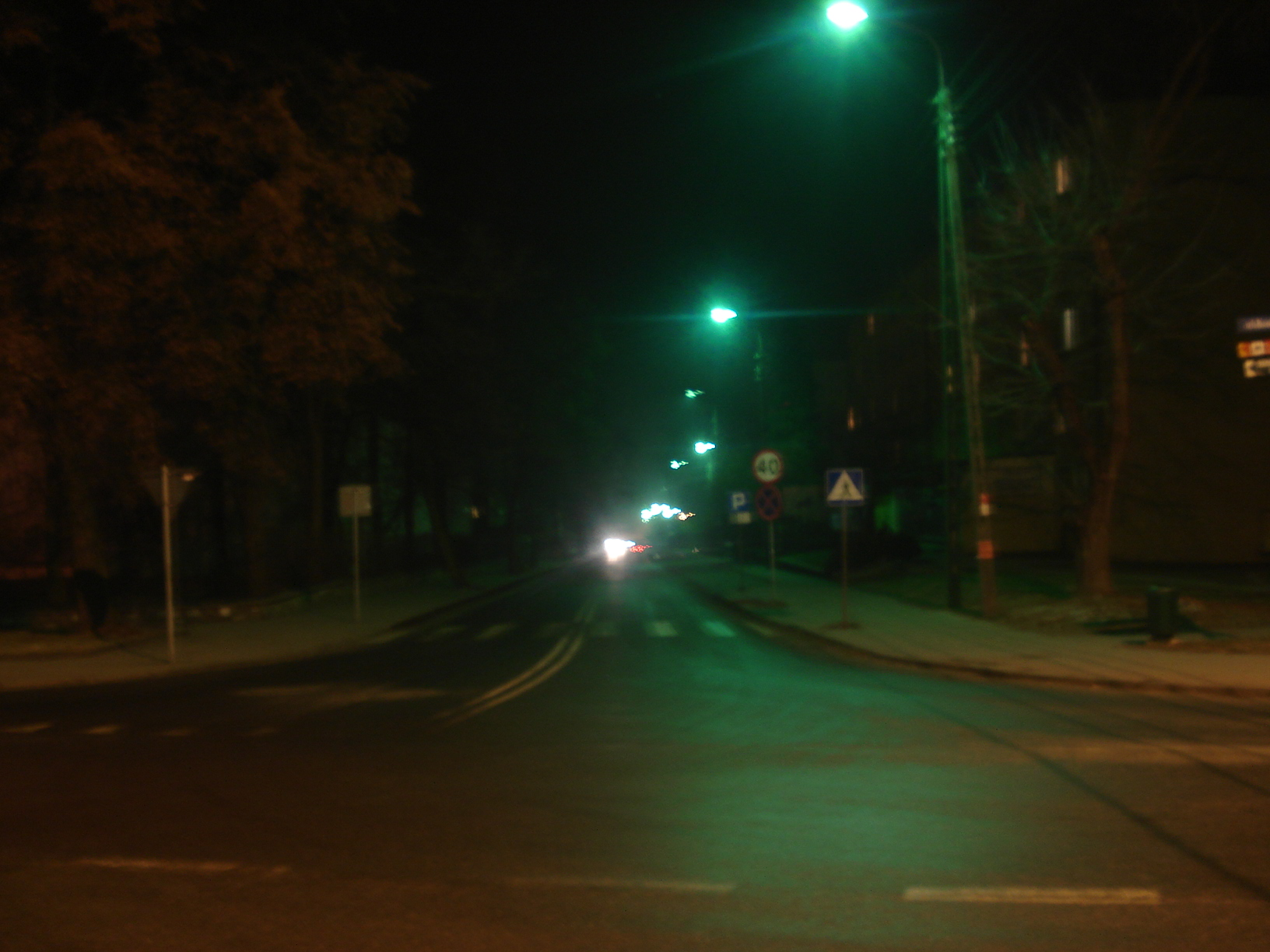
ul. Zamkowa nocą

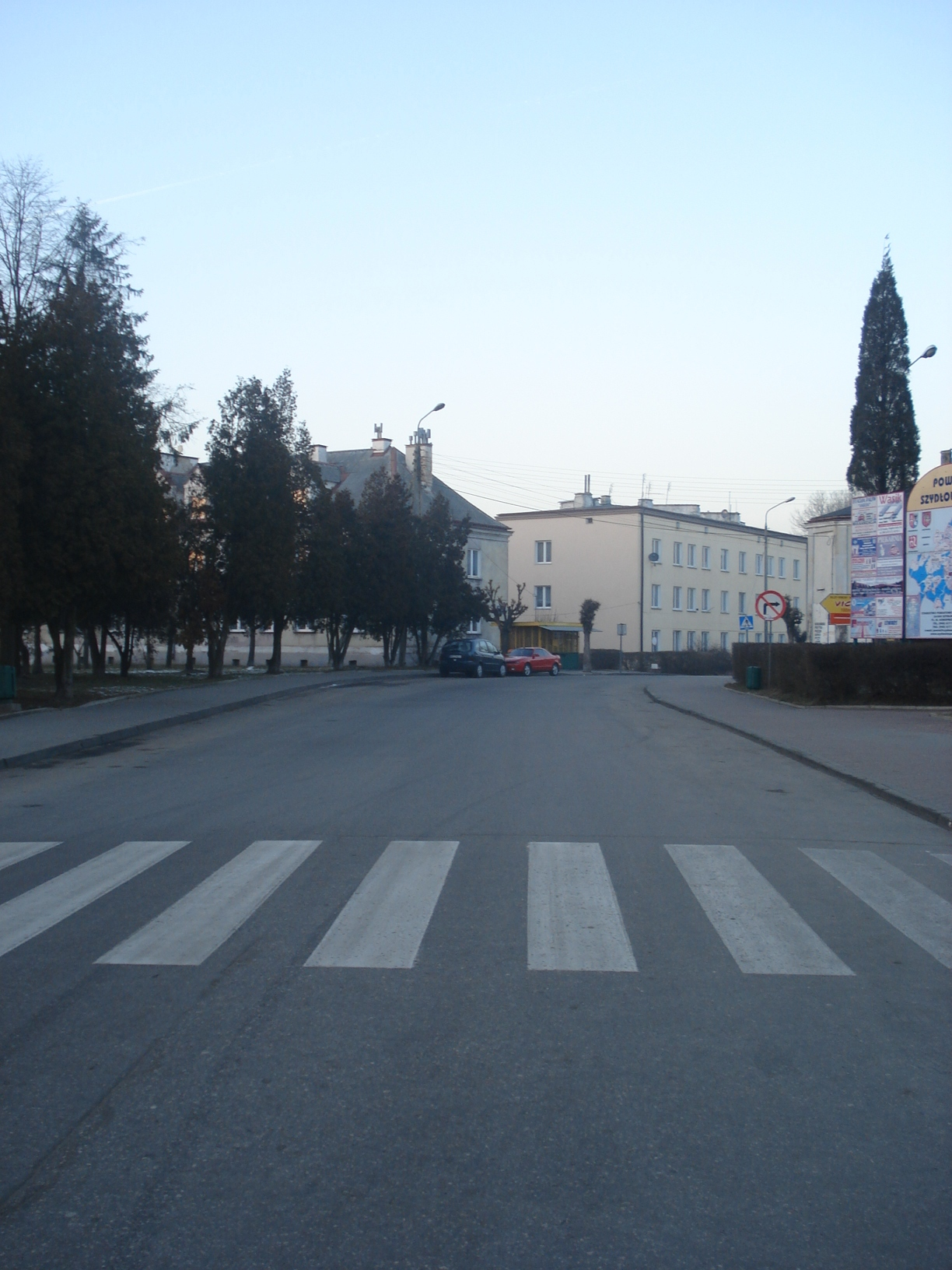
pl. Marii Konopnickiej

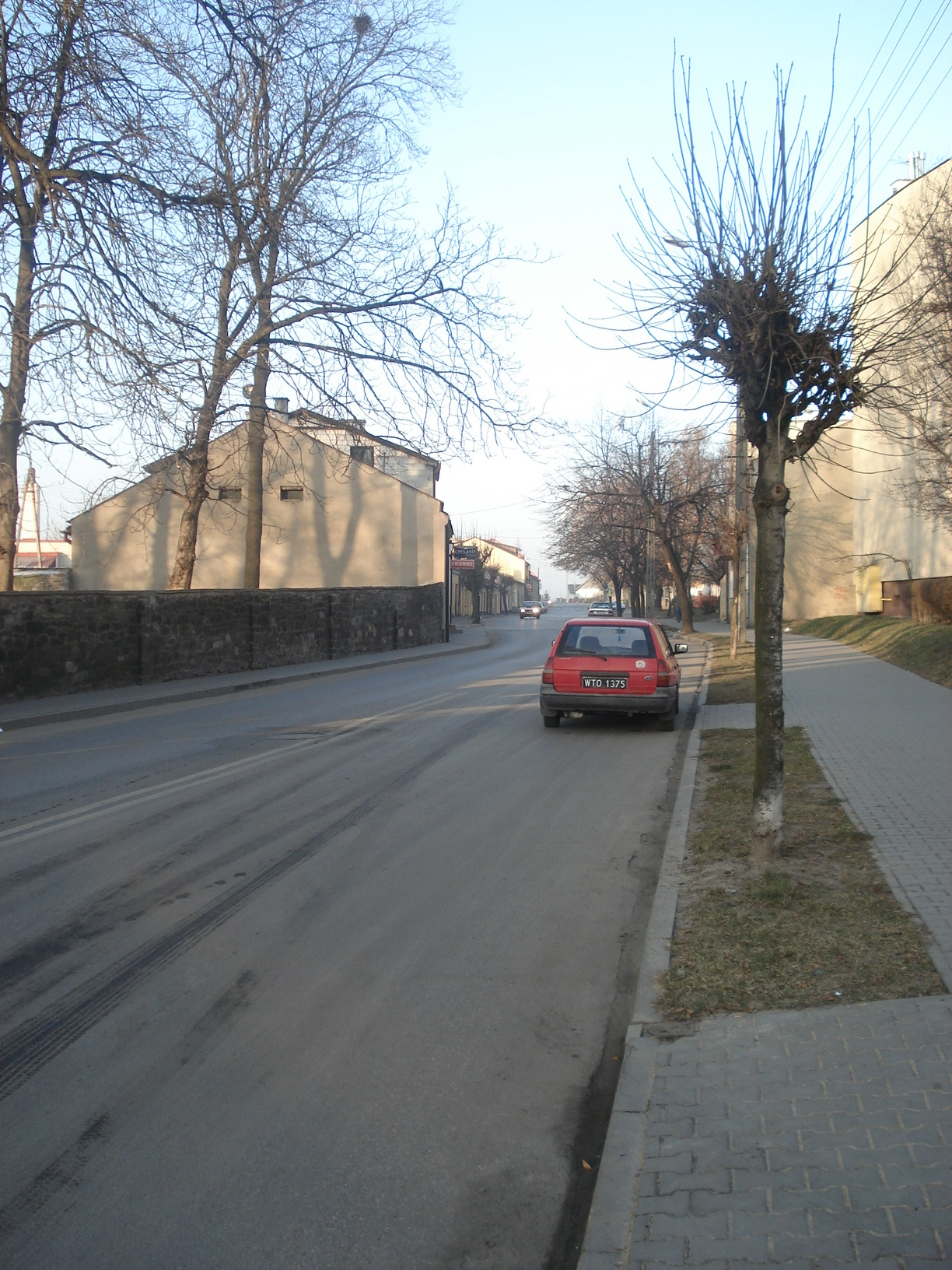
ul. Radomska

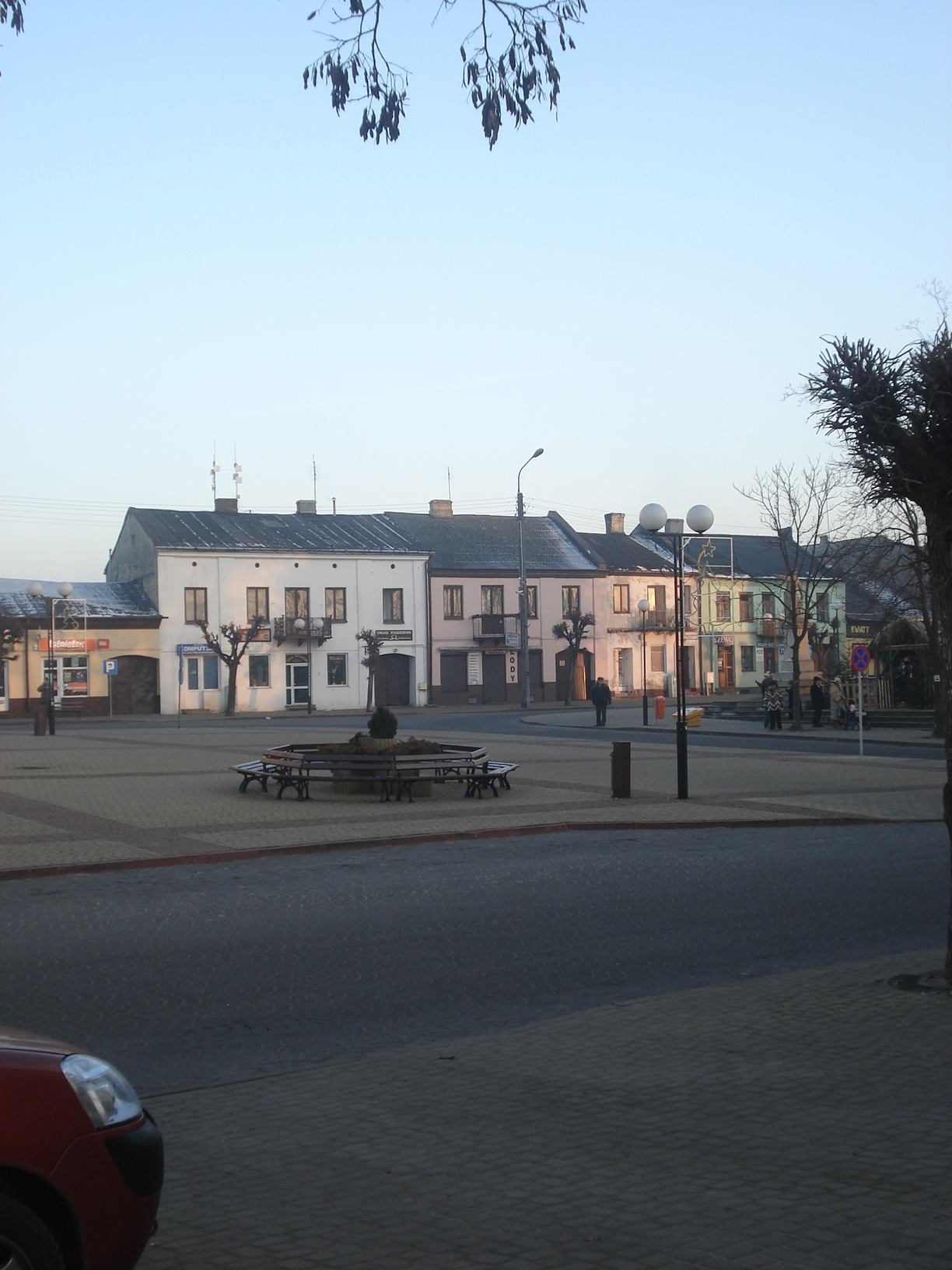
Rynek Wielki

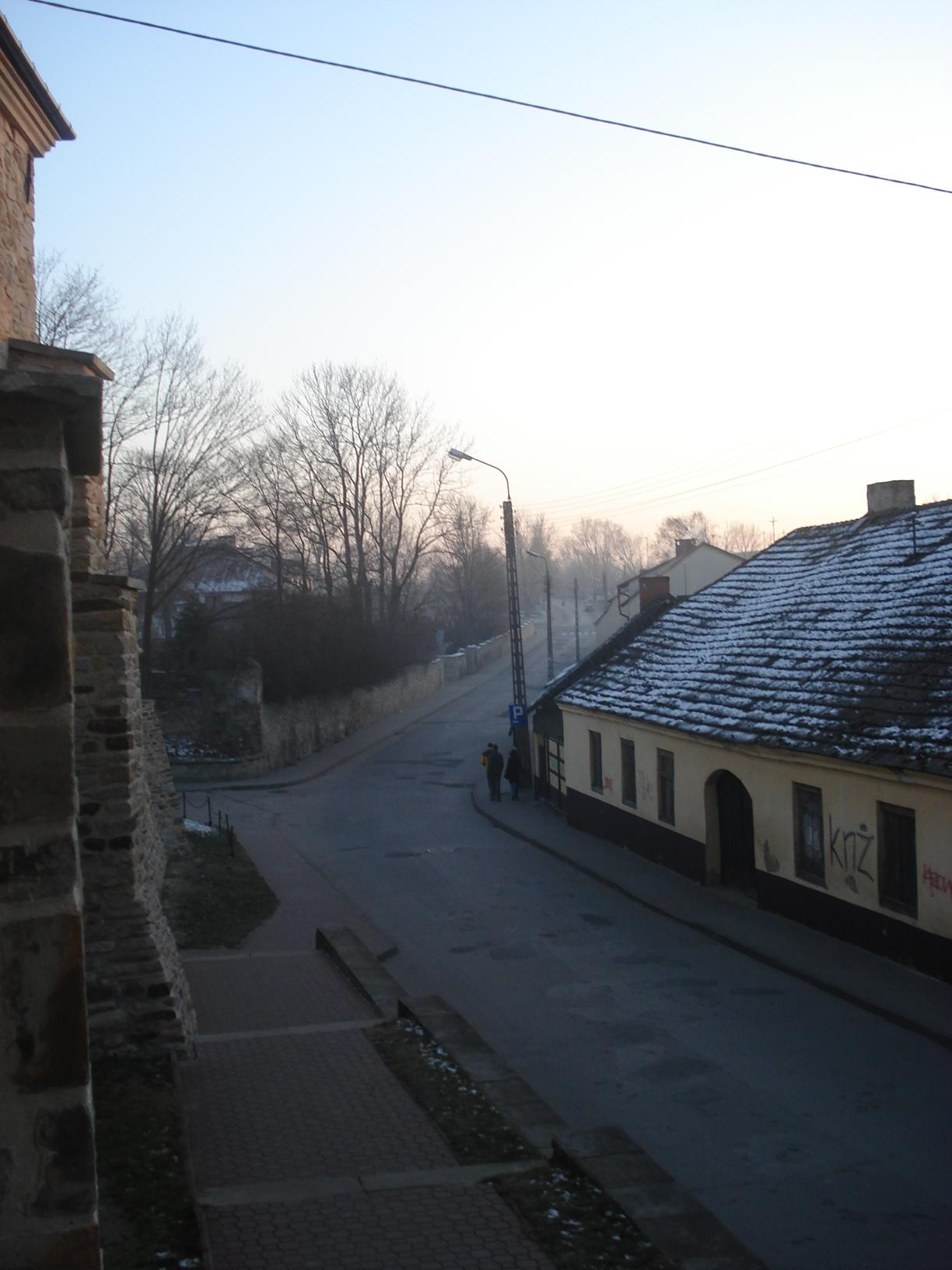
ul. Kamienna

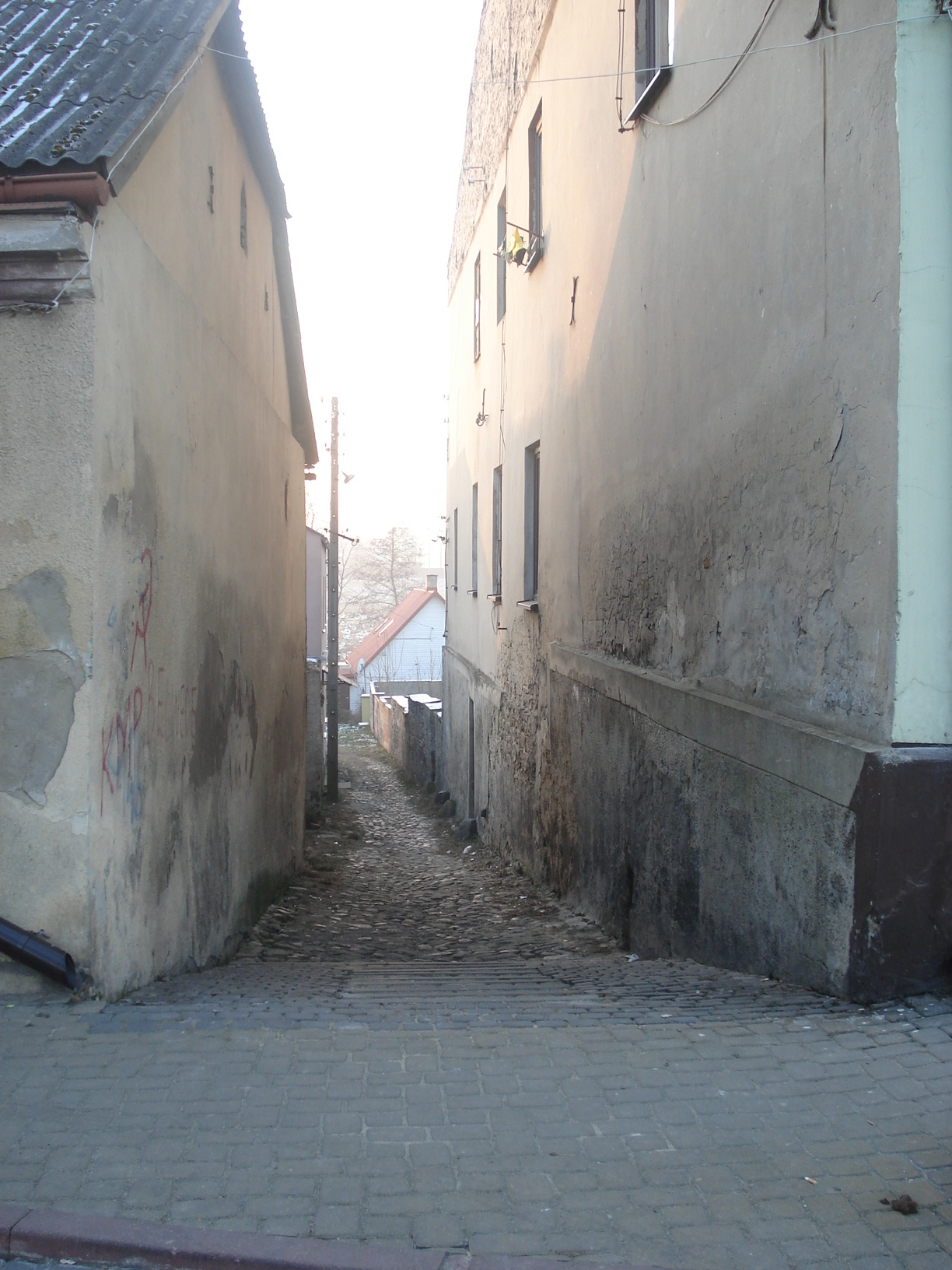
ul. Rzeczna

Ulice i place w Szydłowcu – alfabetyczna lista ulic i placów Szydłowca.
A B C D E F G H I J K L Ł M N O P R S Ś T U V W X Y Z Ź Ż

## A
- ul. Anteckiego Czesława – Zapłotki
- ul. Armii Krajowej – Polanki (os. Powstańców)

## B
- ul. Bankowa, hist. ul. Nowa, pl. Niepodległości – Centrum (Skałka)
- ul. Basenowa – Polanki
- ul. Browarska – Praga, Podzamcze
- ul. Brzozowa – Korzonek (os. Kościuszki)

## C
- ul. Chopina Fryderyka, hist. ul. Plebańskie Przedmieście – Centrum (Plebańskie Przedmieście), os. Kolejowa

## D
- ul. Dworska – Podzamcze, Stara Wieś

## F
- ul. Folwarczna – Centrum (Główne Miasto, Podgórze), os. Nad Zalewem

## G
- ul. Garbarska – Praga
- ul. Górna – os. Nad Zalewem, Stara Wieś

## H
- ul. mjr. Hubala – Korzonek (os. Powstańców), Podgórze

## I
- ul. Iłżecka – Centrum (Plebańskie Przedmieście), os. Kolejowa

## J
- ul. Jachowskiego Władysława – os. Wschód
- ul. Jana III Sobieskiego – os. Nad Zalewem
- ul. Jastrzębska – os. Wschód
- ul. Jodłowa – Stara Wieś

## K
- ul. Kamienna – Centrum (Główne Miasto, Podgórze), Korzonek (os. Kościuszki)
- ul. Kazimierza IV Jagiellończyka – os. Nad Zalewem
- ul. Kąpielowa, hist. ul. Podzamecka, ul. Józefa Piłsudskiego – Centrum (Główne Miasto), Podzamcze
- ul. Kielecka, hist. Rynek Plebański – Centrum (Główne Miasto)
- ul. Kilińskiego Jana, hist. Pustka Katolicka, ul. Próżna (pot.), ul. Czysta – Centrum (Główne Miasto)
- ul. Kochanowskiego Jana – os. Nad Zalewem
- pl. Konopnickiej Marii, hist. Rynek Skałeczny, Rynek Żydowski – Centrum (Skałka)
- ul. Kopernika Mikołaja – Praga
- ul. Krakowska – Korzonek (os. Kościuszki), Polanki (os. Powstańców)
- ul. Kręta, hist. Plebańskie Zapłotki, ul. Zapłotki – Centrum (Główne Miasto)
- ul. Krótka – Stara Wieś
- ul. Kościuszki Tadeusza, hist. ul. Główna, ul. Kościuszkowska – Korzonek (os. Kościuszki), Polanki (os. Powstańców), os. Kolejowa, Centrum (Podgórze, Główne Miasto, Skałka), Zapłotki, Irena, Niwy
- ul. Książek Majdowski – Książek (Książek Majdowski)
- ul. Książek Nowy – Książek (Nowy Książek)
- ul. Książek Stary – Książek (Stary Książek)
- ul. Kusocińskiego Janusza – os. Nad Zalewem

## L
- ul. Langiewicza Mariana – Polanki (os. Powstańców)
- ul. Leśna – Polanki
- ul. Lipowa – Podzamcze

## M
- ul. 1 Maja, hist. ul. Zgniła – Centrum (Główne Miasto, Skałka)
- ul. Maleckiego Władysława – Praga
- ul. Mała – Stara Wieś
- ul. Metalowa – Irena, Kozia Wola, Niwy
- ul. Mickiewicza Adama – os. Nad Zalewem
- ul. Moniuszki Stanisława – Polanki (os. Powstańców, os. Moniuszki), os. Kolejowa

## N
- ul. Narutowicza Gabriela, hist. ul. Starowiejska – Stara Wieś

## O
- ul. Ogrodowa – Centrum (Skałka)

## P
- ul. Parkowa – os. Nad Zalewem
- ul. Partyzantów – os. Nad Zalewem
- ul. Piaskowa – Stara Wieś
- ul. Piękna – Zapłotki
- ul. Podgórze – Centrum (Podgórze)
- ul. Podzamcze – Podzamcze
- ul. Polanki, hist. ul. Polanki Moskiewskie – Polanki (os. Powstańców)
- ul. Polna – Praga
- ul. Poprzeczna – Praga (Składów)
- ul. Powstania Listopadowego – Polanki (os. Powstańców)
- ul. Powstania Styczniowego – Polanki (os. Powstańców)
- ul. Powstania Warszawskiego – Polanki (os. Powstańców)
- ul. Północna, hist. ul. Szpitalna – Praga, Irena, Kozia Wola
- Rondo Praskie – Praga
- ul. Prusa Bolesława – os. Wschód
- ul. Przechodnia – Praga (Składów)

## R
- ul. Radomska, hist. w odcinkach: ul. Długa, ul. Szpitalna – Centrum (Główne Miasto, Skałka), Praga (Składów), Irena
- ul. Reymonta Władysława – os. Wschód
- ul. Różana – Irena
- Rynek Wielki, hist. Rynek Katolicki (pot.), pl. Konstytucji 3 Maja, pl. Karola Świerczewskiego – Centrum (Główne Miasto)
- ul. Rzeczna (Główne Miasto)

## S
- ul. Sadowa – os. Kolejowa
- ul. Sapieżyny Anny – Polanki
- ul. Sikorskiego Władysława – os. Nad Zalewem
- ul. Słomiana – Praga (Składów)
- ul. Słoneczna – Praga
- rondo Solidarności – Podzamcze
- ul. Sosnowa – Książek
- ul. Sowińskiego Józefa, hist. ul. Skrzyńska – Podzamcze
- ul. Spacerowa – os. Nad Zalewem
- ul. Sportowa – os. Nad Zalewem
- ul. Spółdzielcza – Zapłotki
- ul. Strażacka – Zapłotki
- ul. Staszica Stanisława – os. Wschód
- ul. Szydłowieckiego Mikołaja – Praga

## Ś
- ul. Świętokrzyska – Praga (Składów)

## T
- ul. Targowa – Irena

## W
- ul. Warszawska – Zapłotki, os. Wschód, Irena
- ul. Waryńskiego Ludwika – Polanki (os. Powstańców)
- ul. Wąska – Stara Wieś
- ul. Widok – Centrum (Skałka)
- ul. Wiejska – Podzamcze
- ul. Willowa – Polanki (os. Powstańców)
- ul. Witosa Wincentego – os. Nad Zalewem
- pl. Wolności, hist. Rynek Składowy, Rynek Słomiany (pot.) – Praga (os. Przydworcowe, Składów)
- ul. Wschodnia, hist. Zapłotki Radzieckie – Zapłotki, os. Kolejowa, os. Wschód
- ul. Wspólna – Stara Wieś
- ul. Wymysłów – Wymysłów

## Z
- ul. Zakościelna, hist. Tylna – Centrum (Główne Miasto)
- ul. Zamkowa – Praga (os. Przydworcowe, Składów), Centrum (Skałka), Podzamcze
- ul. Zielona – Stara Wieś
- ul. Zielonka – Zielonka

## Ź
- ul. Źródlana – Centrum (Główne Miasto)

## Ż
- ul. Żeromskiego Stefana – os. Nad Zalewem
- ul. Żołnierzy Września 1939 roku – Korzonek (os. Kościuszki)